# Steven F. Udvar-Házy
Steven Ferencz Udvar-Házy (* 1946 als Ferenc István Udvarházy in Budapest) ist ein ungarisch-amerikanischer Unternehmer. Er war CEO der Firma International Lease Finance Corporation (ILFC).

## Leben
Steven F. Udvar-Házy wurde 1946 in Budapest geboren und floh nach dem ungarischen Volksaufstand 1956 über Schweden in die USA. Er studierte an der University of California und schloss 1968 mit einem Bachelor of Arts in Wirtschaftswissenschaften und internationalen Beziehungen ab.
Bereits 1966 gründete Udvar-Házy mit der Airlines Systems Research Consultants eine Beraterfirma für Fluglinien. 1973 gründete er zusammen mit Leslie und Louis Gonda die Interlease Group Inc., die 1983 an die Börse ging. 1990 wurde das Unternehmen an die American International Group verkauft und firmierte bis 2014 als ILFC.
Udvar-Házy sitzt im Vorstand der SkyWest Airlines sowie mehreren Stiftungen und Institutionen. 1990 wurde er vom Dixie State College of Utah mit einer Ehrendoktorwürde ausgezeichnet. Im Februar 2010 verließ er die ILFC und gründete mit dem Unternehmen Air Lease Corporation (ALC) einen weiteren Anbieter im Bereich Flugzeug-Leasing. Er wird von Forbes Magazine 2018 als Milliardär gelistet.
In der amerikanischen Öffentlichkeit ist er vor allem durch eine Spende in Höhe von 65 Millionen US-Dollar an die Smithsonian Institution zur Erweiterung des National Air and Space Museum bekannt geworden. Zu diesem Zeitpunkt, im Jahr 1999, war dies die größte Spende einer einzelnen Person an besagtes Institut. Ihm zu Ehren wurde das Erweiterungsgebäude des Museums am 15. Dezember 2003 in Steven F. Udvar-Hazy Center umbenannt.
Steven F. Udvar-Házy ist seit seiner Studienzeit mit John Leahy, dem Chief Operating Officer (COO) Bereich Kundenbetreuung von Airbus S.A.S., eng befreundet. Dies war entscheidend für den Erfolg von Airbus in den USA.
Udvar-Házy ist seit 1980 verheiratet und hat vier Kinder.